# Budapest Bats
A Budapest Bats egy ausztrálfutball-klub, amelynek székhelye Budapesten van.

## Történet
2019-ben alakult az első ausztrálfutball-klubként Magyarországon. 2020-ban csatlakozott az újonnan alakult Magyar Ausztrál Futball Szövetséghez. 

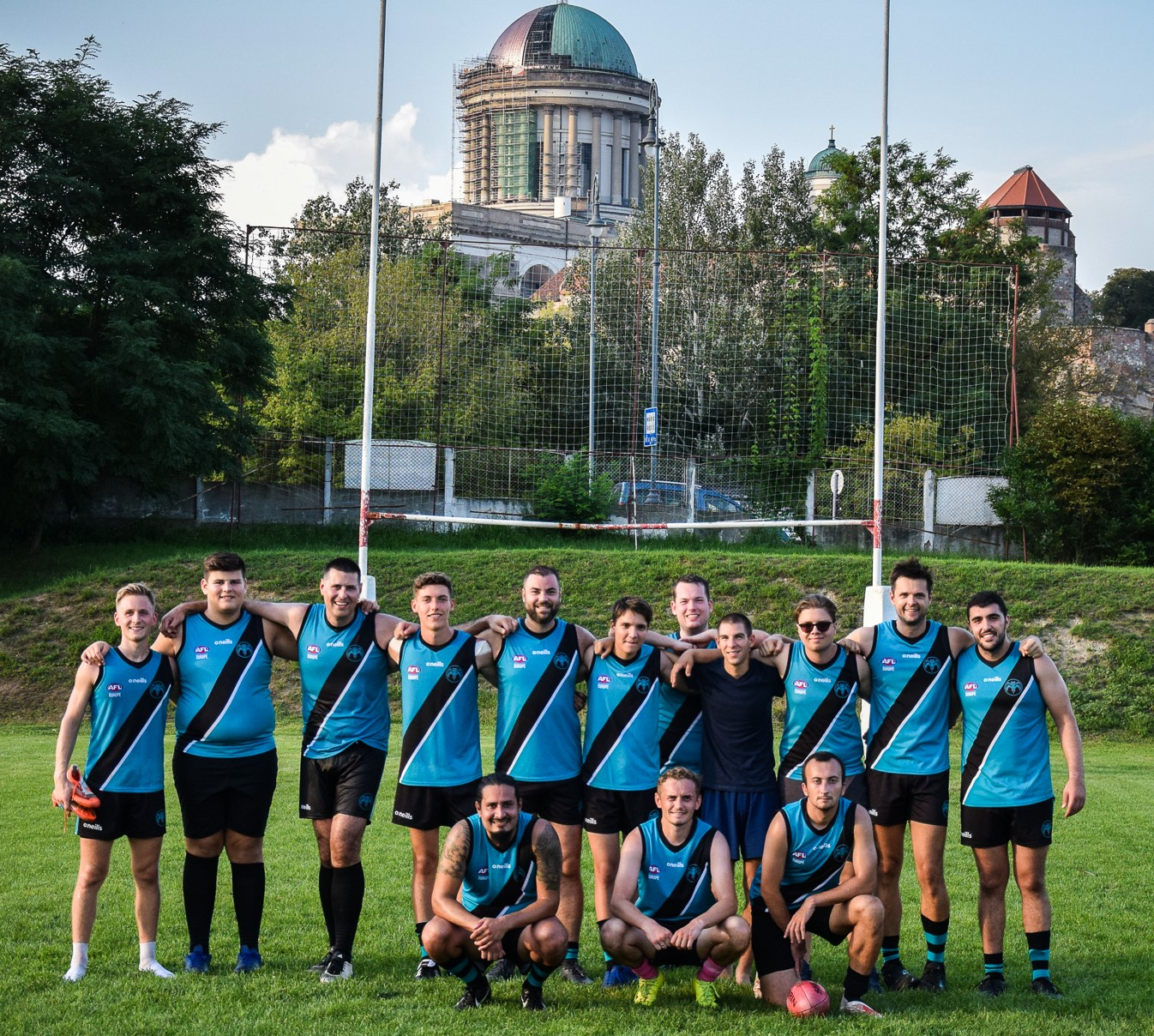
Csapatkép hazai mérkőzés után

2021. augusztus 28-án játszotta első mérkőzését a horvát Sesvete Double Blues csapata ellen, Esztergomban.